# Bandera de Moscú
La bandera de la ciudad de Moscú está compuesta por los elementos de su escudo. Consiste en un paño de color rojo con unas proporciones de 2:3 en el que aparece representada en su parte central la figura de San Jorge, de color blanco y negro con una capa azul, montando un caballo blanco y matando un dragón con una lanza dorada. La altura de las figuras del santo, el caballo y el dragón equivale a 2/5 de la correspondiente a la bandera

## Diseño

### Emblema
Es un escudo heráldico de carmesí, con una relación ancho y alto de 8:9, que tiene dirección a la derecha enfrente del espectador, en un jinete San Jorge el Victorioso con armadura plateada y un manto azul, en un caballo plateado, y golpeando a un dragón con una lanza. 

### Colores
El rojo carmesí significa coraje y valentía, así como respeto por los soldados caídos y también simboliza la victoria, el éxito y el logro. La serpiente o el dragón atravesado por una lanza está representado en negro. Este color significa hostilidad y enemistad. También contiene color azul. El manto de San Jorge el Victorioso es azul. Este color simboliza la fe y la tranquilidad.

## Historia
Durante el reinado de Dmitri Donskói (1359-1389), la imagen de San Jorge empezó a aparecer en los sellos oficiales del principado. Posteriormente, Iván III (1462-1505) adoptó el emblema de San Jorge como parte del escudo de armas de Moscú. En esta época, el dragón representaba a los enemigos de Rusia, en particular a los mongoles, quienes habían dominado la región durante siglos. San Jorge, al matar al dragón, simbolizaba la lucha de Moscú por la independencia y su papel como defensor de la ortodoxia cristiana.
Cuando Iván IV el Terrible (1533-1584) se convirtió en el primer zar de Rusia en 1547, Moscú se consolidó como el centro del poder ruso, y su escudo de armas se integró al emblema imperial ruso. Durante el gobierno de Pedro el Grande (1682-1725), el escudo de Moscú con San Jorge se incluyó dentro del escudo de armas del Imperio Ruso, lo que reforzó su importancia como símbolo oficial. A pesar de su uso como escudo, la bandera de Moscú aún no existía en ese momento. Sin embargo, el color rojo, vinculado a la historia rusa y a la heráldica moscovita, comenzó a asociarse con la ciudad.
Durante el siglo XIX, con el auge de la heráldica en Rusia, las ciudades comenzaron a recibir sus propios estandartes. En 1781, bajo el reinado de Catalina II la Grande, Moscú recibió oficialmente su escudo de armas, que consolidaba la imagen de San Jorge como su símbolo principal. A partir de este periodo, comenzaron a aparecer estandartes y banderas no oficiales con el emblema de San Jorge en un fondo rojo, lo que sentó las bases para el futuro diseño de la bandera de Moscú.
Tras la Revolución Rusa de 1917 y la formación de la Unión Soviética, la simbología heráldica tradicional fue suprimida. La bandera y el escudo de Moscú con San Jorge fueron eliminados, ya que los nuevos líderes soviéticos consideraban los símbolos monárquicos y religiosos como contrarios a los ideales del comunismo. Durante la época soviética, Moscú no tuvo una bandera específica, ya que la bandera roja con la hoz y el martillo representaba a toda la Unión Soviética. 
No fue hasta 1993, tras la disolución de la URSS, que Moscú restauró su escudo histórico con San Jorge y, en 1995, adoptó la bandera oficial de la ciudad basada en este emblema.